# Vitronic
Die Vitronic Machine Vision GmbH (ehem. Vitronic Dr.-Ing. Stein Bildverarbeitungssysteme GmbH) ist ein Hersteller von Bildverarbeitungssystemen mit Sitz in Wiesbaden. Die Systemlösungen werden derzeit vor allem in den Branchen Verkehrstechnik, Logistik, Photovoltaik, Automotive, Medizin & Pharma, Verpackung sowie im Bereich Bodyscannen eingesetzt. Vitronic gilt als sogenannter Hidden Champion seiner Branche.
Vitronic ist in der Öffentlichkeit hauptsächlich durch die Lieferung der Kontrollbrücken für die deutsche Lkw-Maut bekannt. Die Brücken werden stets als Sinnbild für das Mautsystem benutzt, da sie der Teil des Mautsystems sind, den die meisten Menschen kennen. Dieses Produkt führte u. a. zur Vergabe des CCCeBIT-Anti-Awards 2004 durch den Chaos Computer Club. 
Siehe auch: Toll Collect
Ein weiterer Geschäftszweig im Bereich Verkehrstechnik ist die Herstellung und der Vertrieb von Geräten für behördliche Geschwindigkeitsmessungen namens PoliScan speed sowie Enforcement Trailer. In der Logistik finden die Bildverarbeitungssysteme Anwendung beim Lesen z. B. von Adressdaten auf Paketen in Verteilzentren von DHL oder UPS. Ein Anwendungsbeispiel für den Einsatz im Bereich Industrieautomation ist die Prüfung von Schweißnähten in der Automobilproduktion der Mercedes-Benz Group.

## Geschichte
Vitronic wurde von Norbert Stein im Jahre 1984 gegründet. Seit 2007 befinden sich Hauptsitz und Produktion am Standort Wiesbaden. Das Unternehmen beschäftigte bis 2006 in Deutschland und seinen weltweiten Niederlassungen rund 700 Mitarbeiter. Seit Ende 2010 ist Vitronic auf vier Kontinenten vertreten. Seit 2018 sind weltweit über 1000 Personen bei Vitronic beschäftigt. 
2020 übergab Vitronic-Gründer Norbert Stein die CEO-Funktion an seinen Schwiegersohn Daniel Scholz-Stein.
Mitte 2024 wurde das Unternehmen durch die zur PPF Group gehörende ITIS Holding übernommen.

## Unternehmensstruktur
Vitronic ist mit Tochterunternehmen, Vertriebsniederlassungen oder -partnern vertreten in:
- Amerika:
  - USA: Louisville (KY), Atlanta (GA), Germantown (MD), Philadelphia (PA)
  - Brasilien: Paraná
  - Chile: Santiago
  - Mexiko: Mexiko-Stadt

- Asien:
  - China: Shanghai, Hangzhou
  - Japan: Yokohama, Nagoya
  - Malaysia: Penang
  - Oman
  - Katar: Doha
  - Singapur
  - Südkorea: Seoul, Busan
  - Taiwan: Zhubei
  - Thailand: Bangkok
  - Türkei: Ankara
  - Vereinigte Arabische Emirate: Dubai, Abu Dhabi

- Australien: 
  - Melbourne

- Europa:
  - Deutschland: Wiesbaden (Hauptsitz), Heilbronn, Berlin, Kaiserslautern, Niedernhausen, Potsdam
  - Estland: Tallinn
  - Frankreich: Lyon, Paris
  - Großbritannien: Birmingham
  - Litauen: Vilnius
  - Österreich: Wien
  - Polen: Kędzierzyn-Koźle, Warschau
  - Portugal: Lissabon
  - Slowenien: Ljubljana
  - Spanien: Barcelona

## Produkte
- Systeme zur 2D- und 3D-Qualitätsinspektion
- Systeme zur Oberflächen- und Maßinspektion
- Systeme zur Texterkennung und Identifikation von Barcodes und 2D-Codes
- Systeme zur laserbasierten Kontrolle von Geschwindigkeits- und Rotlichtverstößen.
- Systeme zur Mautkontrolle
- Systeme zur berührungslosen 3D-Erfassung von menschlichen Körpermaßen